# Рудолф
Рудолф је мушко име немачког порекла. У оригиналном облику или у виду изведених имена је најприсутније у Чешкој, Холандији, Енглеској, Немачкој, Пољској и Скандинавским земљама.

## Порекло
Име води порекло од немачке речи Hrodulf, састављене из два дела hrod - славни и wolf - вук.

## Изведена имена
Долф, Раул, Родолфо, Родолф, Родолфи, Ролф, Ролфи, Роло, Руди и Рудолфус  .

## Популарност
Рудолф није једно од популарнијих имена. На врхунцу популарности, почетком 20. века је само 0,008% мушких беба добијало име Рудолф . Три краља Бургундије су носила ово име као и неколико владара из династије Хабзбурга.
Неки од носилаца овог имена су:
- Рудолф Бургундски (890-936)
- Рудолф I Хабзбуршки (1218-1291)
- Рудолф II, цар Светог римског царства (1552-1612)
- Рудолф од Аустрије (1858-1889)